# Oplosia nubila
Oplosia nubila es una especie de escarabajo longicornio del género Oplosia, tribu Acanthoderini, subfamilia Lamiinae. Fue descrita científicamente por LeConte en 1862.

## Descripción
Mide 9-14 milímetros de longitud.

## Distribución
Se distribuye por Canadá y Estados Unidos.